# Facit indignatio versum
La locuzione latina Facit indignatio versum, tradotta letteralmente, significa lo sdegno ispira i versi. (Giovenale, Satire, I, 79).
Spesso artisti e poeti sono stati spinti, nel passato come nel presente, a scrivere le loro opere in funzione di una denuncia ad uno status quo (costumi, personaggi politici, comportamenti, ecc.) nel quale non si riconoscono.

A tale proposito, esistono esempi illustri come Carducci, Foscolo, ma specialmente Dante, quando si sdegna contro le ingiustizie provocate dai suoi concittadini e le avversità della sua sorte di esiliato.